# 松浦宏治
松浦 宏治（まつうら こうじ、1980年5月5日 - ）は、兵庫県出身の元プロサッカー選手(FW、MF)、サッカー指導者。
現ヴィッセル神戸伊丹U-15監督

## 来歴
100メートル10秒台のスピードが魅力。
高校時代は無名で、阪南大学入学後、2年でレギュラーになり、3年でユニバーシアード代表入り。
2003年にサンフレッチェ広島に入団。プロ同期入団は、高木和正、大久保裕樹、河原正治、田中俊也、木村龍朗。2005年にベガルタ仙台に移籍するも同年末に戦力外通告を受け、2006年からは東京ヴェルディ1969に移籍。同年10月からJFL入りを目指したファジアーノ岡山に期限付き移籍、全国地域リーグ決勝大会では主力として活躍した。2007年からはザスパ草津へ移籍した。控え中心で40試合に出場したが、シーズン終了後に戦力外通告を受け、トライアウトなどに参加するも満足なオファーが来ず、同年限りで現役を引退した。
現在はヴィッセル神戸下部組織で指導者として活躍している。

## 所属クラブ
- 南淡町立福良小学校
- 南淡町立南淡中学校
- 兵庫県立三原高等学校
- 阪南大学
- 2003年 - 2004年 サンフレッチェ広島F.C
- 2005年 ベガルタ仙台
- 2006年 東京ヴェルディ1969
  - 2006年10月 - 同年12月 ファジアーノ岡山FC（期限付き移籍）
- 2007年 ザスパ草津

## 個人成績
| 国内大会個人成績 | 国内大会個人成績 | 国内大会個人成績 | 国内大会個人成績 | 国内大会個人成績 | 国内大会個人成績 | 国内大会個人成績 | 国内大会個人成績 | 国内大会個人成績 | 国内大会個人成績 | 国内大会個人成績 | 国内大会個人成績 |
| 年度             | クラブ           | 背番号           | リーグ           | リーグ戦         | リーグ戦         | リーグ杯         | リーグ杯         | オープン杯       | オープン杯       | 期間通算         | 期間通算         |
| 年度             | クラブ           | 背番号           | リーグ           | 出場             | 得点             | 出場             | 得点             | 出場             | 得点             | 出場             | 得点             |
| 日本             | 日本             | 日本             | 日本             | リーグ戦         | リーグ戦         | リーグ杯         | リーグ杯         | 天皇杯           | 天皇杯           | 期間通算         | 期間通算         |
| ---------------- | ---------------- | ---------------- | ---------------- | ---------------- | ---------------- | ---------------- | ---------------- | ---------------- | ---------------- | ---------------- | ---------------- |
| 2003             | 広島             | 13               | J2               | 3                | 1                | -                | -                | 1                | 0                | 4                | 1                |
| 2004             | 広島             | 13               | J1               | 2                | 0                | 2                | 0                | 0                | 0                | 4                | 0                |
| 2005             | 仙台             | 13               | J2               | 13               | 0                | -                | -                | 1                | 0                | 14               | 0                |
| 2006             | 東京V            | 24               | J2               | 2                | 0                | -                | -                | -                | -                | 2                | 0                |
| 2006             | 岡山             | 36               | 中国             | 0                | 0                | -                | -                | -                | -                | 0                | 0                |
| 2007             | 草津             | 20               | J2               | 40               | 5                | -                | -                | 2                | 1                | 42               | 6                |
| 通算             | 日本             | 日本             | J1               | 2                | 0                | 2                | 0                | 0                | 0                | 4                | 0                |
| 通算             | 日本             | 日本             | J2               | 58               | 6                | -                | -                | 4                | 1                | 62               | 7                |
| 通算             | 日本             | 日本             | 中国             | 0                | 0                | -                | -                | -                | -                | 0                | 0                |
| 総通算           | 総通算           | 総通算           | 総通算           | 60               | 6                | 2                | 0                | 4                | 1                | 66               | 7                |

その他の公式戦
- 2006年
  - 第30回全国地域リーグ決勝大会 5試合1得点

### 出場歴
- Jリーグ初出場 - 2003年3月15日 J2第1節 対川崎フロンターレ戦
  - 40分李漢宰に代わって途中出場
- Jリーグ初得点 - 2003年11月8日 J2第42節 モンテディオ山形戦
  - 87分中山元気に代わって途中出場、89分ゴール

## 代表歴
- ユニバーシアード日本代表 2001年

## 指導歴
- 2008年 - 現在 ヴィッセル神戸スクールコーチ